# Hrabstwo Hubbard

Piramida wieku hrabstwa

Hrabstwo Hubbard ze stolicą w Park Rapids znajduje się w centralnej części stanu Minnesota, USA. Według danych z roku 2005 zamieszkuje je 18 861 mieszkańców, z czego 96,31 stanowią biali. Nazwa hrabstwa pochodzi od nazwiska Luciusa Fredericka Hubbarda, amerykańskiego polityka i gubernatora Minnesoty w latach 1882 – 1887 z ramienia Partii Republikańskiej.

## Warunki naturalne
Hrabstwo zajmuje obszar 2588 km² (999 mi²), z czego 2389 km² (922 mi²) to lądy, a 199 km² (77 mi²) wody. Graniczy z 5 innymi hrabstwami:
- Hrabstwo Beltrami (północ)
- Hrabstwo Cass (wschód)
- Hrabstwo Wadena (południe)
- Hrabstwo Becker (południowy zachód)
- Hrabstwo Clearwater (północny zachód)

### Główne szlaki drogowe
| - U.S. Highway 2 - U.S. Highway 71 - Minnesota State Highway 34 - Minnesota State Highway 64 | - Minnesota State Highway 87 - Minnesota State Highway 113 - Minnesota State Highway 200 - Minnesota State Highway 226 |

## Demografia
Według spisu z 2000 roku hrabstwo zamieszkuje 18 376 osób, które tworzą 7435 gospodarstw domowych oraz 5345 rodzin. Gęstość zaludnienia wynosi 8 osób/km². Na terenie hrabstwa jest 12 229 budynków mieszkalnych o częstości występowania wynoszącej 5 budynków/km². Hrabstwo zamieszkuje 96,31% ludności białej, 0,17% ludności czarnej, 2,13% rdzennych mieszkańców Ameryki, 0,27% Azjatów, 0,01% mieszkańców Pacyfiku, 0,22% ludności innej rasy oraz 0,89% ludności wywodzącej się z dwóch lub więcej ras, 0,67% ludności to Hiszpanie, Latynosi lub inni. Pochodzenia niemieckiego jest 35% mieszkańców, 20,5% norweskiego, a 5,8% szwedzkiego.
W hrabstwie znajduje się 7435 gospodarstw domowych, w których 29,3% stanowią dzieci poniżej 18. roku życia mieszkający z rodzicami, 61,1% małżeństwa mieszkające wspólnie, 7,1% stanowią samotne matki oraz 28,1% to osoby nie posiadające rodziny. 24,2% wszystkich gospodarstw domowych składa się z jednej osoby oraz 11,3% żyję samotnie i jest powyżej 65. roku życia. Średnia wielkość gospodarstwa domowego wynosi 2,45 osoby, a rodziny 2,88 osoby.
Przedział wiekowy populacji hrabstwa kształtuje się następująco: 24,6% osób poniżej 18. roku życia, 6,4% pomiędzy 18. a 24. rokiem życia, 24,1% pomiędzy 25. a 44. rokiem życia, 26,9% pomiędzy 45. a 64. rokiem życia oraz 18% osób powyżej 65. roku życia. Średni wiek populacji wynosi 42 lata. Na każde 100 kobiet przypada 99,9 mężczyzn. Na każde 100 kobiet powyżej 18. roku życia przypada 98 mężczyzn.
Średni dochód dla gospodarstwa domowego wynosi 35 321 dolarów, a średni dochód dla rodziny wynosi 41 177 dolarów. Mężczyźni osiągają średni dochód w wysokości 30 030 dolarów, a kobiety 21 616 dolarów. Średni dochód na osobę w hrabstwie wynosi 18 115 dolarów. Około 9,7% rodzin oraz 7,5% ludności żyje poniżej minimum socjalnego, z tego 12,5% poniżej 18 roku życia oraz 9,3% powyżej 65. roku życia.

## Miasta
- Akeley
- Laporte
- Lake George (CDP)
- Nevis
- Park Rapids